# Isaïes (profeta)
Isaïes o Isaïas (en hebreu: ישעיהו; en llatí: Isāĭās; en grec: Ἠσαΐας ) (transliterat: Yeshayahu), és un nom que en català es pot traduir com: Jahvè és salvació. Va ser el primer dels grans profetes d'Israel. Nascut al , probablement entre el 770 i el 760 aC, a Jerusalem, dins d'una família benestant, estava emparentat amb la família reial (cosí d'Azaries segons la tradició talmúdica). Profetitzà durant la crisi causada per l'expansió de l'imperi assiri. Per les seves pròpies declaracions se sap que va estar casat amb una profetessa i que tingué dos fills. Va ser profeta de la cort al Temple de Jerusalem, i va ser sacerdot de diversos reis. Va actuar durant els regnats de Jotam (745-742 aC), Acaz (741-726 aC) i Ezequies (725-697 aC). Va ser un període molt agitat, i el profeta hi al·ludeix en els seus escrits: la guerra sirio-efraïmita, la mort del rei assiri Teglatfalassar III, la rebel·lió del regne del Nord contra Salmanassar V, els intents independentistes d'Ezequies ajudat per Egipte, i l'amenaça a la ciutat de Jerusalem per Sennàquerib.

## Biografia
És considerat un dels profetes majors. S'estima que el ministeri profètic d'Isaïes va arribar a durar a prop de mig segle. Durant la seva primera etapa va predicar molts dels temes dels quals havia fet menció el profeta Amós, censurant el luxe excessiu de les dones de l'alta societat, condemnant la injustícia dels tribunals i atacant la corrupció dels savis i polítics. Isaïes va escriure com a mínim la primera part del llibre de la Bíblia que coneixem com a Llibre d'Isaïes. La seva obra mostra que era un gran poeta, amb estil brillant i de composició harmoniosa. Els crítics coincideixen que és l'autor dels capítols 1 a 12, 15 a 24 i 33 a 35, i es discuteix l'autoria de la resta del llibre. Els capítols 36 a 39 estan escrits en tercera persona i possiblement foren escrits per altres autors.

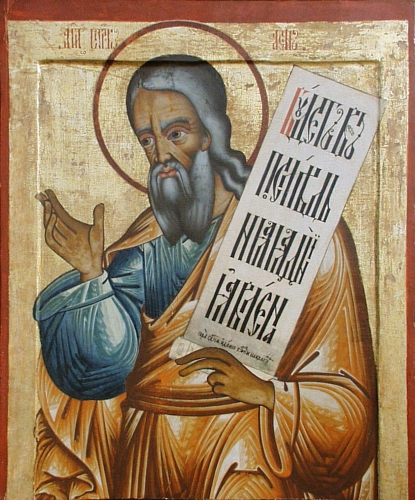
Icona russa del profeta Isaïes, (iconostasi de l'església de la Transfiguració, monestir de Kizhi, Carèlia, Rússia)

El primer vers del Llibre d'Isaïes afirma que Isaïes va profetitzar durant els regnats d’Azarià (o Azaries), Jotam, Acaz i Ezequies, els reis de Judà. El regnat d'Ozies va ser de 52 anys a mitjan , i Isaïes devia haver començat el seu ministeri uns quants anys abans de la mort d'Ozies, probablement a la dècada del 740 aC. Potser va ser contemporani durant alguns anys amb Manassès. Per tant, Isaïes podria haver profetitzat durant 64 anys.
Segons algunes interpretacions modernes, l'esposa d'Isaïes era anomenada la profetessa, bé perquè estava dotada del do profètic, com Dèbora i Hulda, o simplement perquè era l'esposa del profeta. Van tenir dos fills, que van dir-se Shear-Jashub, que significa Una resta tornarà, i el més jove Maher-Shalal-Hash-Baz, que significa: Ràpidament per saquejar, saquejar ràpidament.

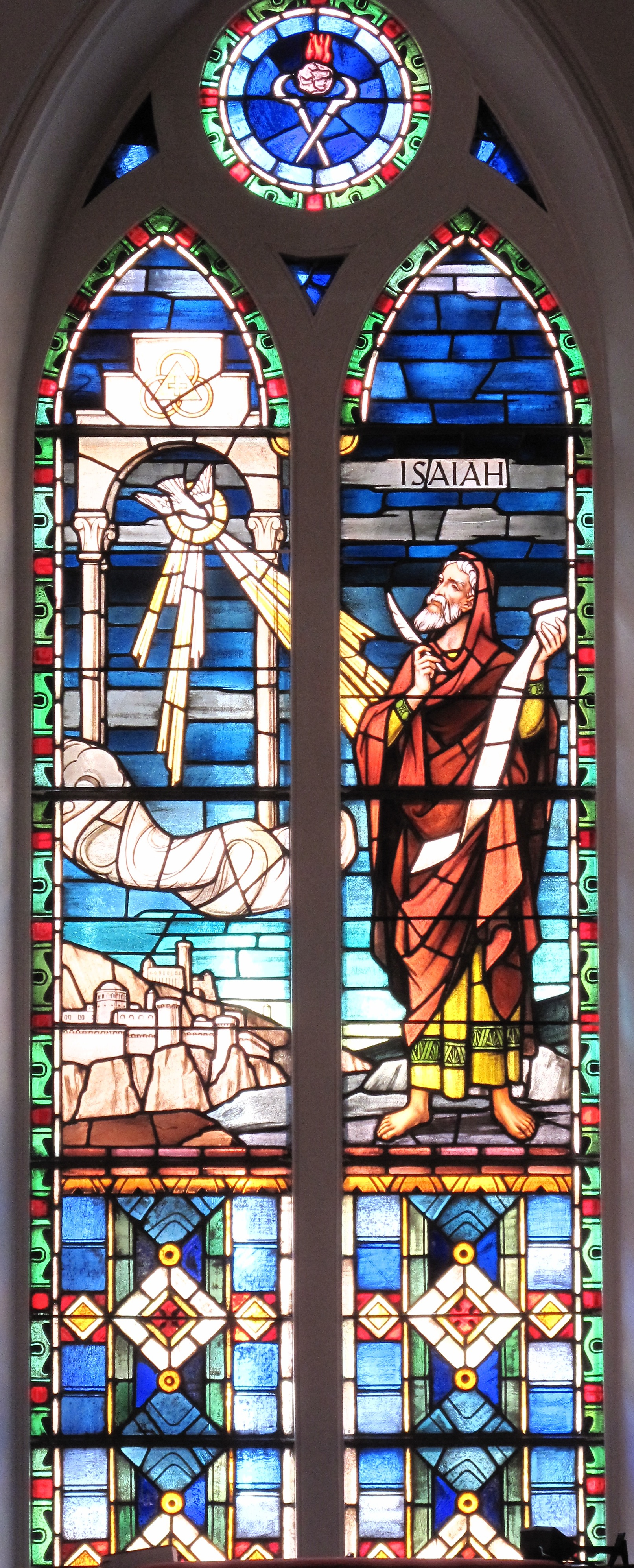
Isaïes rep la seva visió de la casa L Un vitrall de l'església evangèlica luterana alemanya de Sant Mateu a Charleston, Carolina del Sud.

Poc després d'això, Salmanassar V va decidir sotmetre el regne del nord d'Israel, prenent el control i destruint Samària i començant la captivitat assiria. Mentre va regnar Acaz, el regne de Judà no va ser tocat pel poder assiri. Però quan Ezequies va pujar al tron, es va animar a rebel·lar-se contra el rei d'Assíria, i va entrar en una aliança amb el rei d’Egipte. El rei d'Assíria va amenaçar el rei de Judà i finalment va envair el país. La campanya de Senaquerib al Llevant va portar el seu poderós exèrcit a Judà. Ezequies va quedar reduït a la desesperació i es va sotmetre als assiris. Però després d'un breu interval, la guerra va tornar a esclatar. De nou Senaquerib va dirigir un exèrcit a Judà, un dels quals amenaçava Jerusalem. Isaïes en aquella ocasió va animar Ezequies a resistir els assiris, després de la qual cosa Senaquerib va enviar una carta amenaçadora a Ezequies, que va difondre davant Jahvè (antic Déu d'Israel i Judà).
| « | Aleshores Isaïes, fill d'Amoz, va enviar aquest missatge a Ezequies: «Això ha dit Déu, el Déu d'Israel, a qui has pregat, sobre Sennaquerib, rei d'Assíria: Aquesta és la paraula que Déu ha pronunciat sobre ell: "La bella donzella Sion et menysprea, Ella es burla de tu; La justa Jerusalem tremola El seu cap cap a tu. A qui has blasfemat i insultat? Contra qui va fer forta la teva veu I amb altiveria va aixecar els ulls? Contra el Sant d'Israel!" | » |

Segons el relat de 2 Reis 19 (i el seu relat derivat a 2 Cròniques 32), un àngel de Déu va caure sobre l'exèrcit assiri i 185.000 dels seus homes van ser assassinats en una nit. Com Xerxes a Grècia, Senaquerib mai es va recuperar del xoc del desastre de Judà. No va fer més expedicions contra el sud de Palestina ni contra Egipte.
Els anys restants del regnat d'Ezequies van ser pacífics. Isaïes probablement va viure fins al final, i possiblement durant el regnat de Manassès. El moment i la forma de la seva mort no s'especifiquen a la Bíblia ni a altres fonts primàries. El Talmud diu que va patir el martiri en ser serrat en dos sota les ordres de Manassès.
El llibre d'Isaïes, juntament amb el llibre de Jeremies, és distintiu a la Bíblia hebrea per la seva representació directa de la ira del L, tal com es presenta, per exemple, a Isaïes 9:19 que diu A través de la ira del L. dels exèrcits és la terra enfosquida, i el poble serà com el combustible del foc.

## En el cristianisme

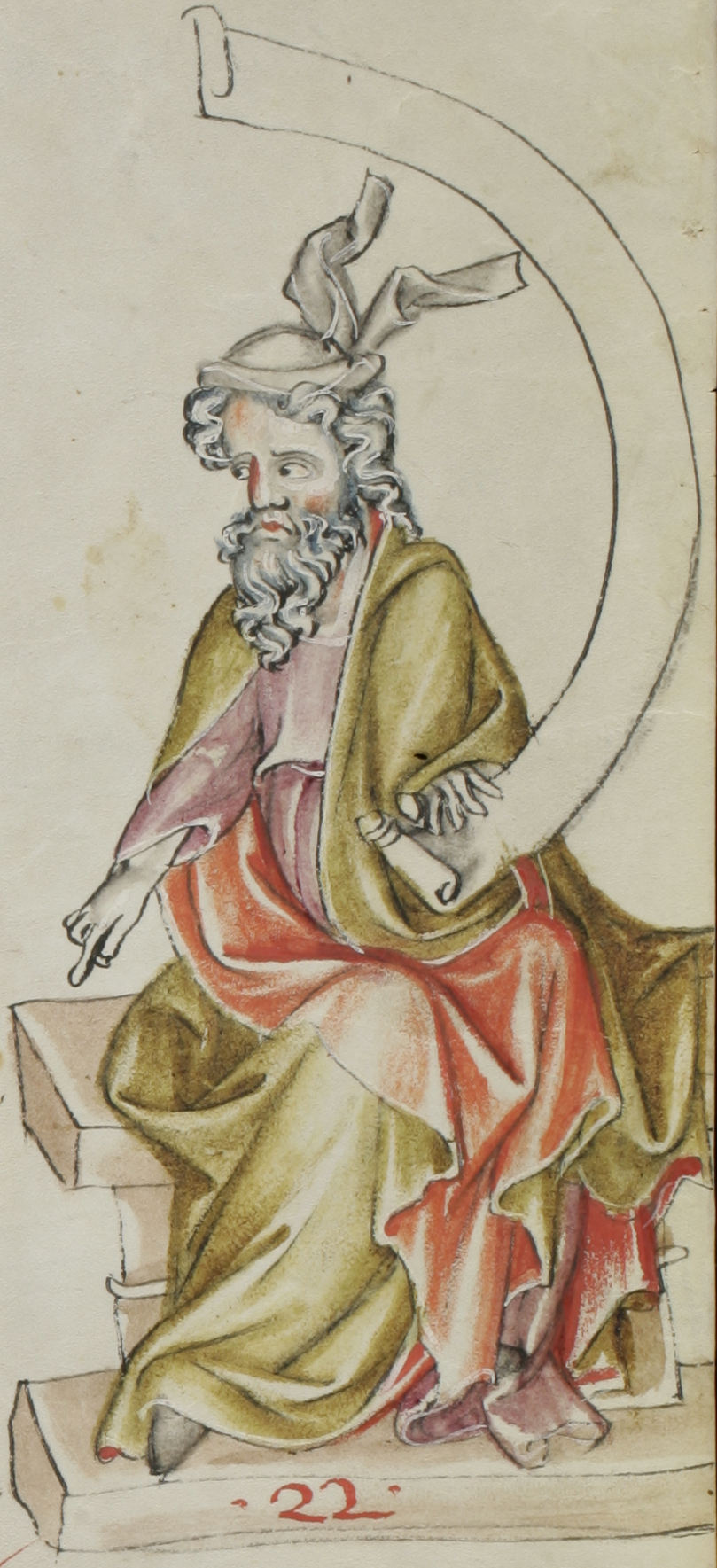
Representació del profeta Isaïes que il·lustra una traducció en prosa dels evangelis del

L’Ascensió d'Isaïes, un text cristià pseudoepigràfic datat en algun moment entre finals del segle i i principis del segle iii, ofereix una història detallada d'Isaïes enfrontant-se a un fals profeta malvat i acabant amb Isaïes sent martiritzat, cap de les quals està testimoniada al relat bíblic original.
Gregori de Nissa (c. 335-395) creia que el profeta Isaïes coneixia més perfectament que tots els altres el misteri de la religió de l'Evangeli. Jeroni (c. 342-420) també elogia el profeta Isaïes, dient: Va ser més un evangelista que un profeta, perquè va descriure tots els misteris de l'Església de Crist de manera tan vívida que suposaria que no profetitzava sobre el futur, sinó que estava component una història d'esdeveniments passats. Cal destacar específicament les cançons del Servent que pateixen, que els cristians diuen que són una revelació profètica directa de la naturalesa, el propòsit i el detall de la mort de Jesucrist.
El Llibre d'Isaïes és citat moltes vegades pels escriptors del Nou Testament. L'evangeli de Joan diu que Isaïes va veure la glòria de Jesús i va parlar d'ell.
L'Església ortodoxa oriental celebra el 9 de maig sant Isaïes profeta amb sant Cristòfol. Isaïes també figura a la pàgina dels sants del 9 de maig al Martirologi romà de l'Església catòlica romana.
El Llibre del Mormó cita Jesucrist afirmant que grans són les paraules d'Isaïes, i que totes les coses profetitzades per Isaïes s'han complert i es compliran. El Llibre de Mormó i Doctrina i Pactes també citen Isaïes més que qualsevol altre profeta de l'Antic Testament. A més, els membres de l'Església de Jesucrist dels Sants dels Últims Dies consideren que la fundació de l'església per part de Joseph Smith al segle XIX és un compliment d’Isaïes 11, la traducció del Llibre de Mormó com un compliment d’Isaïes 29, i la construcció de temples dels sants dels últims dies com a compliment d’Isaïes 2:2.

## A l'islam
Isaïes (àrab: إِشَعْيَاء ) no s'esmenta pel seu nom a l'Alcorà o al Hadit, però apareix sovint com a profeta en fonts musulmanes com el qiṣaṣ al-anbiyāʾ i diversos tafsirs. Al-Tabari (310/923) proporciona els relats típics de les tradicions islàmiques sobre Isaïes. Ell figura entre els profetes en el llibre de salawat Dalail al-Khayrat. A més, és esmentat i acceptat com a profeta per altres erudits islàmics com ibn Kathir, Abu Ishaq al-Tha'labi i al-Kisa'i i també erudits moderns com Muhammad Asad i Abdullah Yusuf Ali.
Segons els erudits musulmans, Isaïes va profetitzar la vinguda de Jesús i Mahoma, encara que la referència a Mahoma és discutida per altres erudits religiosos. La narració d'Isaïes a la literatura islàmica es pot dividir en tres seccions. El primer estableix Isaïes com a profeta d'Israel durant el regnat d’Ezequies; el segon relata les accions d'Isaïes durant el setge de Jerusalem l'any 597 aC per part de Senaquerib; i el tercer adverteix a la nació de la mort que s'acosta. Paral·lelament a la Bíblia hebrea, la tradició islàmica afirma que Ezequies va ser rei a Jerusalem durant l'època d'Isaïes. Ezequies va escoltar i va obeir el consell d'Isaïes, però no va poder calmar la turbulència a Israel. Aquesta tradició sosté que Ezequies era un home just i que les turbulències van empitjorar després d'ell. Després de la mort del rei, Isaïes va dir al poble que no abandonés Déu i va advertir a Israel que cessés del seu pecat persistent i desobediència. La tradició musulmana sosté que els injustos d'Israel en la seva ira van intentar matar Isaïes.
En una mort que s'assembla a la que s'atribueix a Isaïes a Vides dels profetes, l'exegesi musulmana relata que Isaïes va ser martiritzat pels israelites en ser serrat en dos.
A les corts d’al-Ma'mun, el setè califa abbàssida, Alí ar-Ridà, el besnét de Mahoma i destacat erudit de la seva època, va ser qüestionat per l'exilarca per demostrar a través de la Torà que tant Jesús com Mahoma eren profetes. Entre les seves diverses proves, al-Ridha fa referència al Llibre d'Isaïes, afirmant que Sha'ya (Isaïes), el Profeta, va dir a la Torà sobre el que dieu vosaltres i els vostres companys: «He vist dos genets als quals (Ell) va il·luminar la terra. Un d'ells anava sobre un ruc i l'altre sobre un camell. Qui és el genet de l'ase i qui és el genet del camell?» L'Exilarca no va poder respondre amb certesa. Al-Ridha continua afirmant que «pel que fa al genet de l'ase, és 'Isa (Jesús); i pel que fa al genet del camell, és Mahoma, que Allah els beneeixi a ell i a la seva família. Negues això, aquesta (declaració) està a la Torà?» El rabí respon: «No, no ho nego».

## En la literatura rabínica

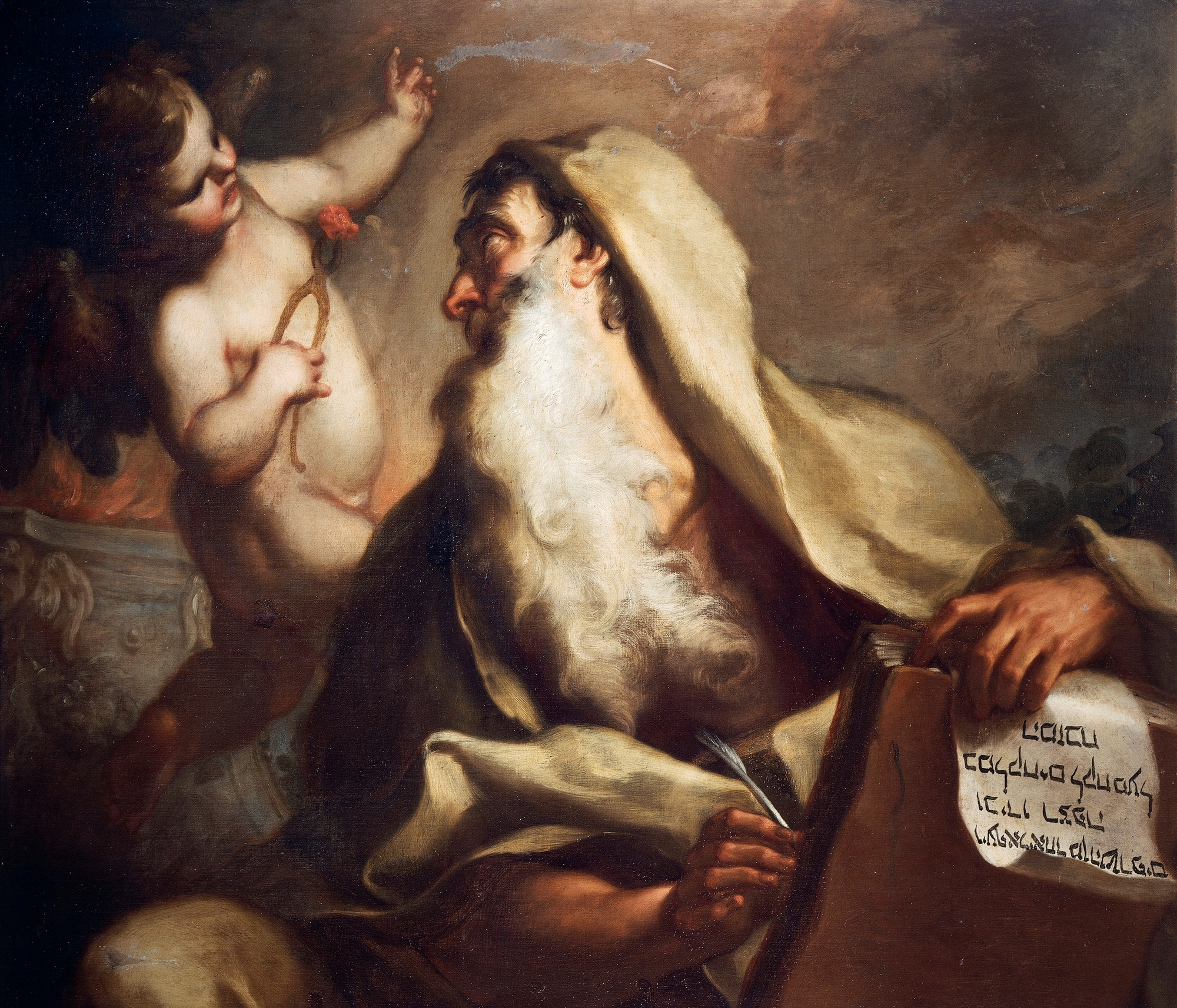
Pintura d'Isaïes d’Antonio Balestra

Les al·lusions a la literatura rabínica jueva a Isaïes contenen diverses expansions, elaboracions i inferències que van més enllà del que es presenta en el text de la Bíblia.

### Origen i denominació
Segons els antics rabins, Isaïes era descendent de Judà i Tamar, i el seu pare Amoz era germà d’Amasies.
Mentre Isaïes diu el Midraix, caminava amunt i avall pel seu estudi, va sentir que Déu deia A qui enviaré? Llavors Isaïes va dir: Aquí sóc; envia'm! Aleshores Déu li va dir: Els meus fills són inquietants i sensibles; si estàs disposat a ser insultat i fins i tot colpejat per ells, pots acceptar el meu missatge; si no, millor que renunciïs a ell. Isaïes va acceptar la missió, i va ser el més indulgent, així com el més patriòtic, entre els profetes, sempre defensant Israel i implorant el perdó dels seus pecats. Quan Isaïes va dir: Visc enmig d'un poble de llavis impurs, va ser increpat per Déu perquè parlava en aquests termes del seu poble.

### La seva mort
En el Talmud es relata que el rabí Simeó ben Azzai va trobar a Jerusalem un relat on s'escriu que el rei Manassès va matar Isaïes. El rei Manassès va dir a Isaïes: Moisès, el teu amo, va dir: Ningú no pot veure Déu i viure; però tu has dit: Vaig veure el Senyor assegut al seu tron; i va passar a assenyalar altres contradiccions, com entre Deuteronomi i Isaïes 40; entre Èxode 33 i 2 Reis Isaïes va pensar: Sé que no acceptarà les meves explicacions; per què hauria d'augmentar la seva culpa? Després va pronunciar el tetragrama bíblic, un cedre es va obrir i Isaïes va desaparèixer dins d'ell. El rei Manassès va ordenar que es tallés el cedre, i quan la serra li va arribar a la boca Isaïes va morir; així va ser castigat per haver dit Visc enmig d'un poble de llavis impurs.
Una versió una mica diferent d'aquesta llegenda es dona al Talmud de Jerusalem. Segons aquesta versió, Isaïes, tement el rei Manassès, es va amagar en un cedre, però la seva presència va ser traïda pels serrells de la seva vestimenta, i el rei Manassès va fer que l'arbre fos serrat per la meitat. Un passatge del Tàrgum a Isaïes citat per Jolowicz afirma que quan Isaïes va fugir dels seus perseguidors i es va refugiar a l'arbre, i l'arbre va ser serrat per la meitat, la sang del profeta va brollar. La llegenda del martiri d'Isaïes es va estendre als àrabs i als cristians com, per exemple, Atanasi, bisbe d'Alexandria (c. 318), va escriure: Isaïes va ser serrat en dos.
Segons la literatura rabínica, Isaïes era l'avi matern de Manassès de Judà.

## Profecies
Una de les seves profecies més conegudes va donar-la l'any 735, quan els reis d'Aram i d'Israel van fer una coalició contra Judà, i pretenien substituir el rei Acaz per un sobirà favorable a una coalició antiasiriana. El profeta va dir a Acaz que tingués fe i confiança en Jehovà, l'únic que el podria salvar. Però el rei, sense fer cas dels signes del cel, va immolar el seu fill a les divinitats paganes. Isaïes va donar aleshores l'anomenat oracle d'Emmanuel, que més endavant va tornar a repetir al llarg del llibre. Deia que la prova que Déu estava amb el seu poble era el naixement d'un nen a l'harem reial que es diria Emmanuel, al·ludint potser a Ezequies, el fill d'Acaz. Aquesta profecia va influir en el pensament cristià posterior que va considerar que Emmanuel seria el Messies. La incredulitat del rei i del poble van portar un càstig diví, i Samaria va ser capturada i es va arruïnar. Ezequies va voler arribar a un pacte amb Egipte per a sortir dels dominis dels assiris, però Isaïes va predir que no seria possible. A la mort del rei assiri Sargon II, que s'havia apoderat de Samaria, va dir que el seu successor seria encara més terrible, però que Jerusalem se'n sortiria. En efecte, Sennàquerib, el successor, va haver de retirar-se del setge de Jerusalem a causa de diverses epidèmies al seu exèrcit i la sublevació d'algunes províncies al seu regne.
Com a profeta, Isaïes era un home inspirat per la divinitat. Entrava en èxtasi quan la mà de Jehovà el tocava, i unes vegades tenia visions i altres escoltava la veu de Déu. En els seus oracles anunciava dates concretes sobre quan passarien els fets. Era el profeta de la santedat purificadora de Déu, entesa sempre com a glòria i majestat de Jehovà. El poble sempre és mostrat com a ingrat cap al seu Déu.
La part del llibre anomenat Deutero-Isaïes, que comprèn els capítols 40 a 55, està format per una sèrie de profecies destinades a donar forces als jueus desterrats a Babilònia, poc abans que el rei Cir el Gran els permetés tornar a la seva pàtria. Els capítols 56-66 tracten de la reconstrucció del Temple.

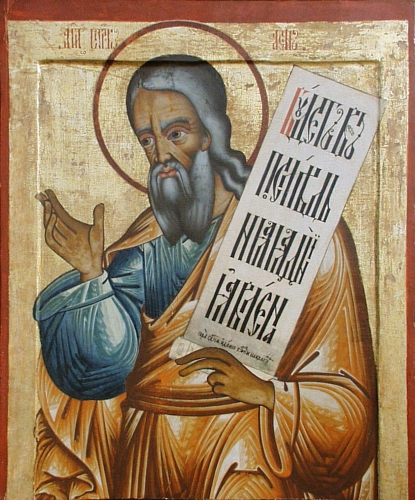
Icona russa del segle xviii (Monestir de la Transfiguració, Kizhi, Carèlia)
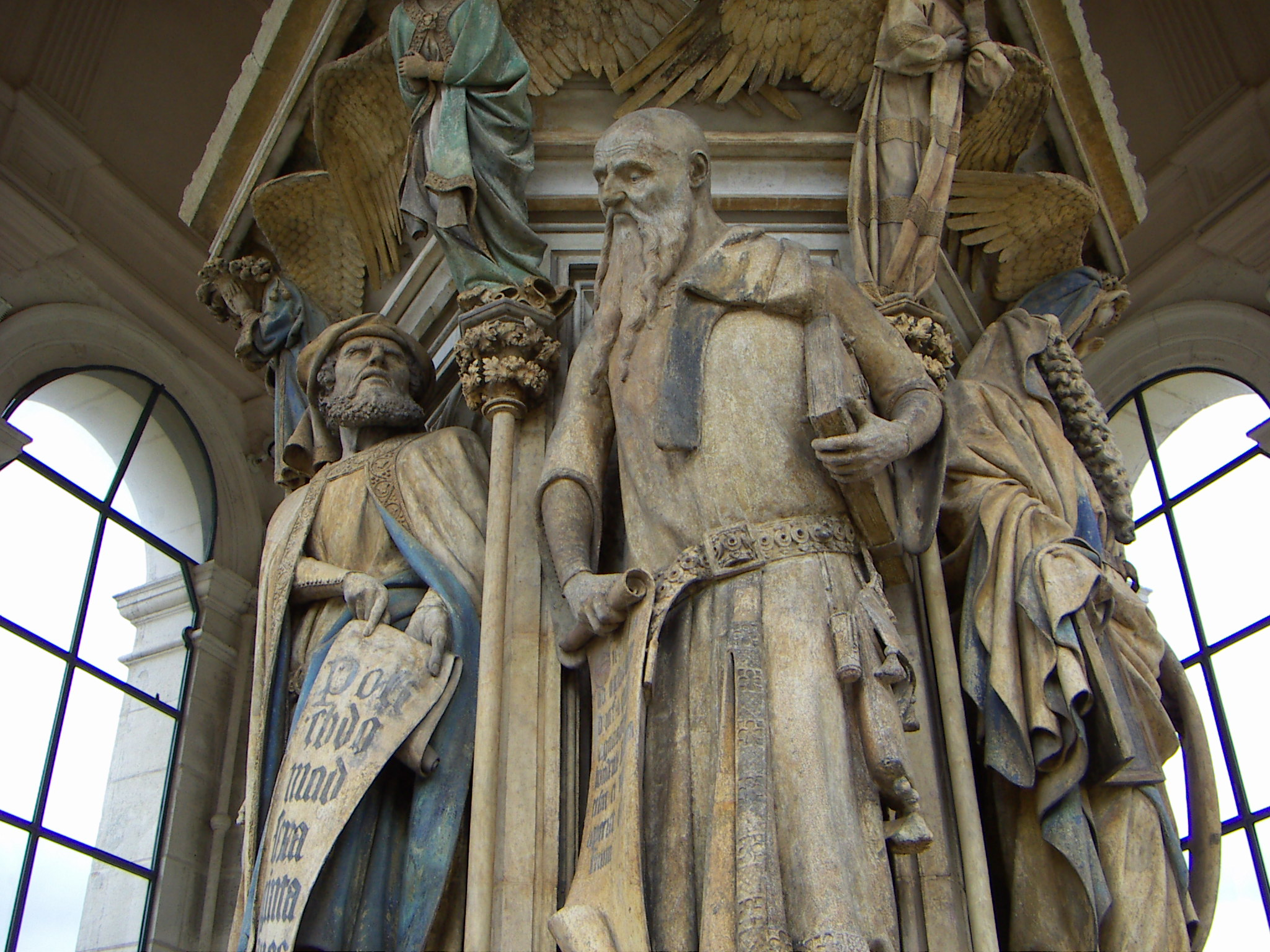
Escultura de Claus Sluter (segle xv), al Pou de Moisès de Dijon